# Clayton (condado de Crawford, Wisconsin)
Clayton es un municipio situado en el condado de Crawford, Wisconsin, Estados Unidos. Tiene una población estimada, a mediados de 2023, de 1024 habitantes.

## Geografía
La localidad está ubicada en las coordenadas 43°21′35″N 90°44′47″O / 43.35972, -90.74639. Según la Oficina del Censo, tiene una superficie total de 178.37 km², de los cuales 178.35 km² corresponden a tierra firme y 0.02 km² están cubiertos de agua.

## Demografía
Según el censo de 2020, en ese momento había 1052 personas residiendo en la localidad. La densidad de población era de 5.9 hab./km². El 95.3% de los habitantes eran blancos, el 0.7% eran afroamericanos, el 0.3% eran asiáticos el 0.4% eran de otras razas y el 3.3% eran de una mezcla de razas. Del total de la población, el 1.3% eran hispanos o latinos de cualquier raza.